# Anselmo da Campione
Anselmo da Campione, originaire du diocèse de Côme, est un tailleur de pierre et sculpteur italien, actif entre la seconde moitié du XIIe et le début du XIIIe siècle.

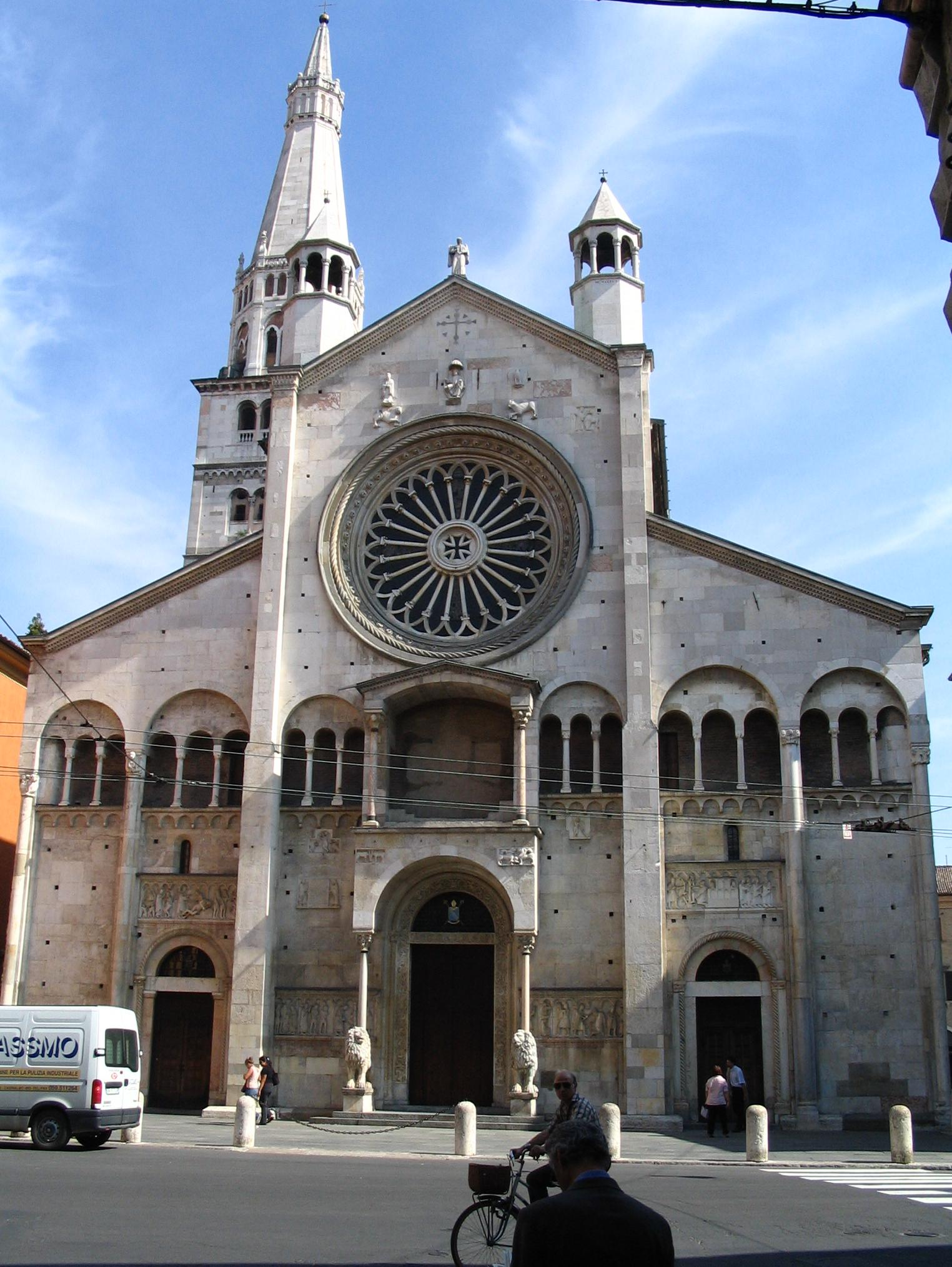
Façade de la cathédrale de Modène

Il se constitua autour de lui un groupe de campionesi qui, probablement formé à Arles,, serait ensuite venu avec Anselmo à Modène pour travailler au chantier de la cathédrale.

## Sources, biographie et œuvres
Son nom nous est parvenu par un contrat du 30 novembre 1244 qui le mentionne. Par ce document, son petit-fils, Enrico, et l'administrateur de la cathédrale de Modène, Ubaldino (administrateur de 1230 à 1263), renouvelaient en en actualisant les prix, une précédente convention passée entre l'administrateur Alberto Aygi (de 1190 à 1208) et "quondam magister Anselmus de Campilione episcopatus Cumani ". Par cette convention, Anselmo, ses fils (Otacio père d'Enrico ; Alberto et Iacopo) ainsi que leurs fils et successeurs se trouvaient employés "in perpetuum " par la cathédrale ; en contrepartie celle-ci assurait à ces artisans une série de garanties économiques.
Sur un autre document de 1209, établi durant l’administration de Bozzalino (de1208 à 1225), apparaît comme témoin un « magister Anselmus Petrus de Campignone », qui est probablement le même que celui cité dans le contrat de 1244.
Les documents qui permettraient de définir avec précision le rôle d’Anselmo sur le chantier de Modène font défaut. Toutefois, le contrat de 1244 désigne les membres de l’équipe contractante comme étant des « magistri lapidum », qualification qui se réfère en premier lieu à la taille et la mise en œuvre de la pierre, mais vraisemblablement aussi à l’activité de sculpture. Il est par contre douteux qu’Anselmo et ses successeurs aient eu un rôle dans la conception architecturale. Compte tenu les termes et modalités des contrats (celui d’Enrico et par analogie celui précédent d’Anselmo) il est vraisemblablement confié à ces maîtres, un rôle de direction de chantier à la tête de l’équipe des tailleurs de pierre.
Aucun document permettant d’attribuer à chacun des intervenants les œuvres qu’ils ont réalisées pour la cathédrale de Modène ne nous étant parvenu à ce jour, c’est sur la base d’éléments stylistiques que les spécialistes ont étayé leurs jugements.
Ainsi donc, Borghi, au XIXe siècle attribua à Anselmo l’exécution des reliefs de la Passion qui se trouvent sur la galerie du jubé.
Cette attribution fut confirmée par De Francovich, qui identifia sur le jubé de manifestes accents lombards, atténués par des réminiscences de sculpture provençale (Saint-Gilles ; Arles ; Beaucaire) à laquelle Anselmo et ses collaborateurs se seraient formés. En plus d’Anselmo, il identifia sur le jubé la présence de 4 autres sculpteurs, et il en fixa la réalisation entre 1160 et 1175.
Plus tard, Salvini, tout en accréditant cette chronologie, réduisit à 3 le nombre des intervenants et refusa la paternité de ces reliefs à Anselmo, cela du fait de la difficulté à envisager l’activité du maître à une date aussi reculée. Il préféra attribuer ces œuvres à un prédécesseur et ascendant, peut-être le père d’Anselmo.  Il proposa d’attribuer à Anselmo, la chaire ajoutée à la gauche du jubé au début du XIIIe siècle. Il considère également, que nous lui sommes redevables du début des vastes travaux de remaniement et d’agrandissement réalisés sous l’administration de Bozzalino, telle que la réalisation de la porte Regia ; la modification des fenêtres de la crypte ; la surélévation de la zone du chœur.
Borghi de son côté, attribut également à Anselmo ou du moins à son équipe, la réalisation de la rosace et des deux portes latérales de la façade ainsi que la plus grande partie de la tour Ghirlandina.
Plus récemment Grandi,  en accord avec les travaux de Salvini, propose une datation du jubé autour de la date de la consécration de la cathédrale par le pape Lucius III (12 juillet 1184), sans pour autant exclure la possibilité d’attribuer les reliefs à Anselmo ; dans cette hypothèse, il attribue la chaire à un autre maître qu’il appelle « del pulpito ».
En 1322 pris fin la présence campionese à Modène par un autre Enrico qui acheva la Ghirlandina et signa la chaire.

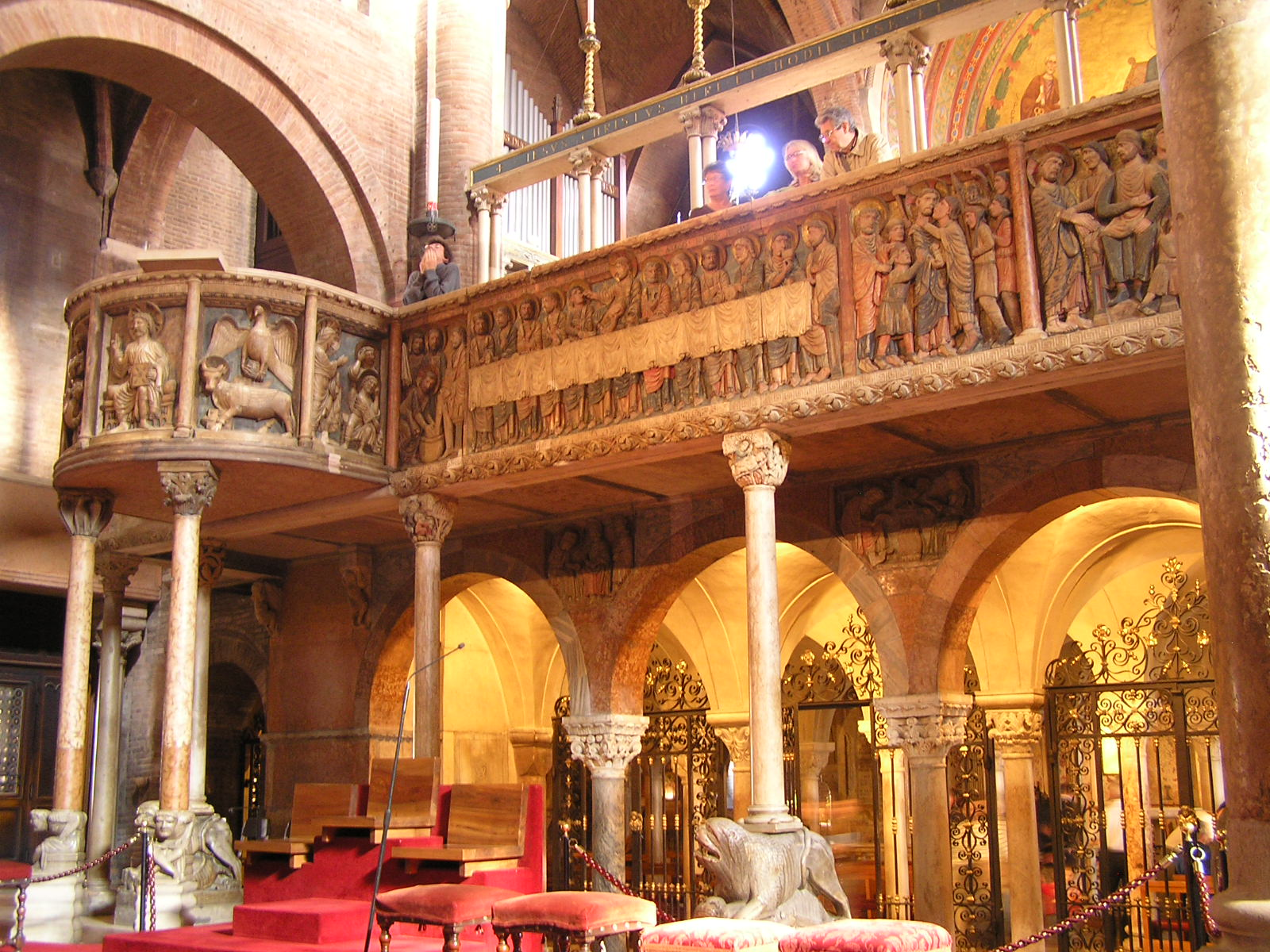
Le jubé de la cathédrale de Modène